# Cameron Carter-Vickers
Cameron Carter-Vickers (Southend-on-Sea, Anglia, 1997. december 31. –) angol-amerikai kettős állampolgárságú amerikai válogatott labdarúgó, a skót Celtic hátvédje.

## Pályafutása

### Tottenham Hotspur
Carter-Vickersre tízéves korában figyeltek fel a Tottenham Hotspur játékosmegfigyelői, és tizenegy évesen csatlakozott a klub ifiakadémiájához. Az első csapat keretébe egy AS Monaco elleni Európa-liga-mérkőzés alkalmával került be, de játéklehetőséget nem kapott. Részt vett a 2016-os Bajnokok Nemzetközi Kupáján Melbourne-ben, ahol kétszer volt kezdő, a Juventus és az Atlético Madrid ellen. Szeptember 21-én tétmeccsen is bemutatkozhatott az első csapatban, egy Gillingham elleni Ligakupa-meccsen. 2017. augusztus 25-én kölcsönbe került a Sheffield Unitedhez. 2018. január 19-én az Ipswich Town csapata vette félévre kölcsön. 2018. augusztus 25-én egy szezonra került a Swansea Cityhez. 2019. augusztus 8-án került szintén kölcsönbe a Stoke City csapatához, de 2020. január 2-án visszarendelték, majd pár nap elteltével a Luton Townhoz került. Október 16-án a Bournemouth csapata vette kölcsön egy szezonra. 2021. augusztus 31-én a skót Celtic csapatához került kölcsönbe. Június 10-én végleg szerződtették.

### A válogatottban
2014 nyarán Carter-Vickers a Floridában rendezett IMG Cupon vett részt a Tottenham akadémiai csapatával, 5-3-ra legyőzve az U17-es amerikai válogatottat. A mérkőzés közben figyeltek fel rá az amerikai játékosmegfigyelők, akik tudták, hogy származása miatt az amerikai válogatottban is szerepelhet.
2014 augusztusában bemutatkozott az U18-as amerikai válogatottban, majd októberben az U23-as csapatban is. Az U20-as válogatottal részt vett a 2015-ös U20-as vb-n. 17 éves kora ellenére több mérkőzésen is kezdőként kapott lehetőséget. Csapata végül a negyeddöntőig jutott, Szerbia elleni kiesve.

## Magánélete
Carter-Vickers a korábbi amerikai kosárlabdázó, Howard Carter fia. Gyermekkorát Angliában, Southend-on-Sea-ben töltötte édesanyjával.

## Statisztika

### A válogatottban
| Válogatott                | Év       | Pályára lépés | Gól |
| ------------------------- | -------- | ------------- | --- |
| Amerikai Egyesült Államok | 2017     | 1             | 0   |
| Amerikai Egyesült Államok | 2018     | 6             | 0   |
| Amerikai Egyesült Államok | 2019     | 1             | 0   |
| Amerikai Egyesült Államok | 2022     | 4             | 0   |
| Összesen                  | Összesen | 12            | 0   |